# Last Day of June
『Last Day of June』（ラスト・デイ・オブ・ジューン）は、イタリアのゲーム開発スタジオOvosonicoが開発し505 Gamesより発売されたゲームソフト。
主人公の男性カールと最愛の妻ジューンの乗った車が事故に遭いジューンが亡くなった日の出来事が描かれる。自宅のアトリエで光り輝く人物画を見つけたカールは、これを介して事故以前における対応人物の行動を変化させ、妻が事故死する運命を回避しようと試みる。作品内では説明文や登場人物の明確な台詞は一切なく、物語の解釈はプレイヤーの判断に委ねられる。

## システム
主に、カールを操作するパートとカールが暮らす集落の人々（後述のカールとジューン以外の4人）を操作するパートに分かれている。カールを操作してアトリエにある人物画を調べると、事故が起きる数時間前の集落の場面に切り替わり、絵画に描かれた人物が操作キャラクターとなる。選択できる人物画は物語の進行に応じて順次追加される。
集落の4人はそれぞれ固有の特徴を持っており、これを利用しながらゲームを進行させる。特定の場面で画面上に「1日を終える」と表示され、そのまま実行するとその後の出来事の映像が流れたのちにアトリエの場面に戻る。事故の原因が取り除かれる結果となっていれば物語が進行する。

## 登場人物
カールとジューン以外の人物名の表記はエンドクレジットに準じる。
カール (Carl)
主人公の男性。大きな丸眼鏡をかけている。湖畔の桟橋でジューンとひと時を過ごしたのちに車で帰宅の途に就くが、その最中に交通事故に遭う。
操作時は、序盤と終盤を除き車椅子に乗り移動する。車椅子では段差を越えられない。
ジューン (June)
カールの妻。絵を描くのが得意で、桟橋ではヒーローの姿をしたカールのスケッチ画を披露する。アトリエにある人物画はジューンが描いたものである。
物語序盤で操作する場面では、カールに贈るためのプレゼント箱の置き場所を探すため自宅内を移動する。
The Kid
少年。1番目のパートの操作キャラクター。人懐っこい性格で、サッカーボールやカイトでの遊びを好む。
操作時には、集落の各所にある大きな花器にボールをぶつけて倒したり柵の狭い隙間をくぐったりすることができる。
The Best Friend
女性。2番目のパートの操作キャラクター。以前にはカールに対する恋心を抱いており、現在はカール、ジューン双方と仲良くしている。当日は自宅の部屋の荷物を軽トラックに載せ集落を出ることになっている。
操作時には、荷箱を抱えたり地面に置いたりしながら軽トラックの停車場所を目指す。荷箱を持った状態では落ち葉の上を歩けないためピッチフォークを用いて落ち葉を取り除く必要がある。
The Hunter
男性。3番目のパートの操作キャラクター。住居の屋敷に置かれたメダルの一つを小鳥が咥えて飛び去ってしまったため、銃を持って追いかけることになる。
操作時には、銃の発砲により樹木に隠れた鳥を追い出すことができる。また、飼い犬を樹木の近くに呼ぶと飛んできた鳥を威嚇し、鳥が通常とは別の樹木に留まる。
The Old Man
年老いた男性。4番目のパートの操作キャラクター。カールに渡す手筈になっているプレゼント箱を届けるためジューンのもとを訪れる。なお、この箱は物語の序盤と終盤で印象的に扱われているが、中身が何なのかは結局明かされない。
操作時には、腰に下げた鍵を使って、施錠された扉を開けることができる。

## 開発
本作の開発は、ディレクターのマッシモ・グァリーニ（Massimo Guarini）や開発チームが、スティーヴン・ウィルソンの楽曲『Drive Home』のMVを見て感銘を受けたことが動機になっている。このMVは、男性が自動車事故で妻を亡くし苦悩と喪失感に苛まれる様子を描いた約8分のストップモーションアニメである。本作の物語はこの内容を前提としているが、インタラクティブなゲームとして落とし込むため、基本的に一から作り直している。
開発を進める上での相談役として、『Drive Home』のMVの監督・シナリオライター・アニメーターを務め、ティム・バートン監督のストップモーションアニメ映画『フランケンウィニー』にも関わっているジェス・コープ（Jess Cope）を迎えた。コープはゲーム業界出身ではない立場の目線から様々なアイデアを提示した。一方、楽曲はスティーヴン・ウィルソンが手掛けている。ウィルソンはコンピュータゲームがあまり好きではなく当初は興味を示さなかったが、10か月後には計画に乗り気になり開発チームとの信頼関係が築かれた。

## 評価
- Aggie Awards 2017 「Best Story」受賞[3]、「Best Concept」「Best Graphic Design」「Best Non-Traditional Adventure」ノミネート[4][5][6]
- 第14回英国アカデミー賞ゲーム部門（英語版） 「Game Beyond Entertainment」ノミネート[7]